# Heteroclinus equiradiatus
Heteroclinus equiradiatus is een straalvinnige vissensoort uit de familie van beschubde slijmvissen (Clinidae). De wetenschappelijke naam van de soort is voor het eerst geldig gepubliceerd in 1960 door Milward.